# Helen Ollendorff-Curth
Helen Ollendorff-Curth (ur. 28 lutego 1899 we Wrocławiu, zm. 17 czerwca 1982) – amerykańska dermatolożka niemieckiego pochodzenia, pionierka badań genodermatoz.

## Życiorys
Urodziła się 28 lutego 1899 r. we Wrocławiu, w zamożnej rodzinie tamtejszych Żydów. Wcześnie straciła ojca; dorastała pod okiem matki, Pauli Ollendorff, działaczki społeczności żydowskiej i działaczki na rzecz kobiet. Od młodości zamierzała poświęcić się  karierze lekarskiej; studiowała na uniwersytetach we  uniwersytetach we Wrocławiu, Fryburgu i Monachium, uzyskując dyplom w 1923 r., a następnie doktorat, w którym m.in. wprowadziła próbę Ollendorff, w ramach której wykazała, że zmiany w kile drugiego stadium są wyjątkowo wrażliwe na dotyk. Za tę pracę otrzymała wyróżnienie i nagrodę pieniężną, ale z powodu galopującej inflacji za zdobyte pieniądze kupiła jedną gruszkę.
W 1924 r. osiadła w Berlinie, gdzie podjęła karierę akademicką pod okiem prof. Abrahama Buschke. W tym okresie opisała m.in. zespół Buschkego-Ollendorff. Na berlińskim uniwersytecie poznała lekarza Rudolfa Wilhelma Curtha, z którym wzięła ślub 31 grudnia 1927 r.. Świadkami ślubu byli Buschke i jego żona. Młoda para miesiąc miodowy spędziła w Paryżu, na stażu u chirurżki plastycznej Susanne Nöel. W następnych latach mierzyła się z brakiem możliwości pracy, które wynikały z braku ofert dla kobiet. Chociaż to Ollendorff-Curth była Żydówką, a jej mąż pochodził z luterańskiej rodziny rybackiej, to właśnie on znał jidysz i służył żonie za tłumacza z tego języka.
W związku z narastającym w Niemczech antysemityzmem wyemigrowała w 1931 r. do Stanów Zjednoczonych, gdzie wraz z mężem, osiadła w Nowym Jorku i związała się na wiele lat z Columbia University. Wybór miejsca zamieszkania i pracy był związany z faktem, iż Buschke znał osobiście J. Gardnera Hopkinsa, kierownika kliniki dermatologii tej uczelni. W USA zanglicyzowała swoje imię Helene do formy Helen. Początkowo pracowała w ośrodku, w którym badano zatrzymane prostytutki pod kątem chorób wenerycznych, a następnie w firmie farmaceutycznej Carter Products (Wallace Labs) w New Brunswick. Ostatecznie otwarła praktykę wraz z mężem przy 84. ulicy. Równocześnie pracowała naukowo na Columbia University. W ramach swoich badań zajmowała się zagadnieniem rogowacenia ciemnego, a jej publikacje na ten temat zyskały szerokie uznanie. Również kryteria diagnozy pareneoplastycznych rogowaceń ciemnych są nazwane kryteriami Curth.
Kolejnym polem jej zainteresowań były zaburzenia keratynizacji. W 1954 r. nawiązała współpracę z Madge Macklin i wraz z nią opisała bardzo rzadki typ genodermatozowej rybiej łuski jeżastej (ichthyosis Curth-Macklin). W 1965 r. prowadziła gościnne wykłady w Heidelbergu. Kontynuowała pracę również do ukończenia 70 lat, kiedy wraz z mężem przeszła na emeryturę. Na emeryturze zajmowała się m.in. tłumaczeniem niemieckich podręczników na angielski. W ostatnich latach życia chorowała na chorobę Alzheimera. Zmarła 17 czerwca 1982 r., a jej mózg został przekazany Uniwersytetowi Columbia w celu prowadzenia badań nad tą chorobą.
Miała jedno dziecko – córkę Elisabeth (ur. 1929 r.).